# Athanase II de Constantinople
Pour les articles homonymes, voir Athanase.
Athanase ou Athanasios II de Constantinople (en grec : Αθανάσιος Β΄) aurait été patriarche de Constantinople dans les années qui précèdent immédiatement la chute de la ville (1450-1453).

## Tradition
Athanasios était l'abbé du monastère des « Peribleptos » lorsqu'il aurait été élu patriarche avec la participation des représentants des Églises d'Alexandrie, de Jérusalem et d'Antioche, lors d'un ultime synode qui se serait tenu à l'église Sainte-Sophie après le départ de la ville de Grégoire III Mammé en 1450. Selon les minutes de ce synode, le patriarche Athanasios II aurait été ordonné par les évêques de Cyzique, Nicomédie et Nicée.

## Problématique
Le procès-verbal de ce synode ayant disparu, l'élection d'un patriarche Athanase II et l'existence même de ce synode sont contestées du fait de la confusion religieuse qui régnait à Constantinople dans les années précédant la chute définitive de l'Empire byzantin.
Dans ses travaux, le byzantiniste Venance Grumel exclut Athanase II de sa liste des patriarches œcuméniques de Constantinople mais il l'inclut dans la numérotation de ses successeurs homonymes.
Selon Vitalien Laurent, autre spécialiste de l'histoire religieuse byzantine, « le patriarche Athanase II, inscrit dans tous les catalogues, est un mythe au même titre que le synode de 1450 dont les actes le mentionnent seuls » et « Grégoire Mammas, dont une liturgie solennelle faisait encore mémoire à Sainte-Sophie en décembre 1452, est bien le dernier patriarche avant la chute. Athanase II n'a jamais existé ».